# Уилл Шустер
Уильям Майкл «Уилл» Шустер (англ. William Michael "Will" Schuester), также известен как Мистер Шу (англ. Mr. Schue) — персонаж американского музыкального телесериала «Хор». Шустер, роль которого исполнил Мэттью Моррисон, дебютировал в пилотном эпизоде сериала и остаётся одним из главных его героев. Он является руководителем хорового клуба «Новые горизонты», а также преподавателем испанского языка в вымышленной средней школе МакКинли в городе Лима, штат Огайо. Сюжетные линии сериала затрагивают отношения Шустера с бывшей женой Терри, отношения с хористами и школьным психологом Эммой Пиллсберри, а также конфронтацию с тренером команды поддержки Сью Сильвестр, которая надеется закрыть хор.
Моррисон был приглашён в сериал после того, как создатель шоу Райан Мёрфи провёл три месяца наблюдая за артистами Бродвея, где выступал Моррисон. В течение его участия в сериале, композиции его исполнения вошли в оба альбома саундтреков — Glee: The Music, Volume 1 и Glee: The Music, Volume 2. За роль Уилла Шустера, актёр был номинирован в 2010 году на премию «Золотой глобус» в категории «Лучший актёр телесериала — комедия или мюзикл». Изначально, отзывы критиков о персонаже были с оттенком негатива, а многие, например Роберт Ллойд из Los Angeles Times, несмотря на лидирующую роль в сюжете, называли его «слегка невзрачным». Однако по прошествии нескольких серий Моррисон снискал похвалу за свою роль, в том числе за сюжетную линию отношений Уилла и Эммы Пиллсберри.

## Кастинг и создание
В процессе создания сценария, Райан Мёрфи подыскивал актёра, который мог бы сыграть главного героя, учителя небольшого городка, который поддался порыву научить подростков тому, что любит сам, несмотря на заведомую провальность затеи, и к тому же сам обладал бы навыками актёрского мастерства и вокала. Вместо традиционных звонков, Мёрфи провёл три месяца наблюдая за артистами Бродвея, где и заметил Мэттью Моррисона. Он считал, что роль идеально подходит для Моррисона, после того, как был впечатлён его игрой в мюзиклах Hairspray и ''The Light in the Piazza''. Один из создателей «Хора» Брэд Фэлчак позже прокомментировал выбор Мёрфи: «Можно подумать, что там было много тридцатилетних парней, способных петь, танцевать и играть, но в действительности это не так».
Моррисону досталась роль преподавателя испанского языка Уилла Шустера, который решил восстановить былую славу школьного хора. Моррисон отметил, что идея сериала — «о страсти [Уилла] к музыке и её влиянии на детей». Несколько песен в исполнении Моррисона традиционно для сериала были выпущены в качестве синглов и доступны для скачивания в Интернете. Записи выступлений Мэттью Моррисона—Уилла Шустера «Leaving on a Jet Plane» и «I Wanna Sex You Up» вышли в качестве бонус-треков к альбому Glee: The Music, Volume 1.